# اچ‌دی ۱۱۷۴۴۰
اچ‌دی ۱۱۷۴۴۰ یک ستاره است که در صورت فلکی قنطورس قرار دارد.